# Meeting Mr. Pony
Meeting Mr. Pony is de vijfentwintigste aflevering van het tweede seizoen van het tienerdrama Beverly Hills, 90210, die voor het eerst werd uitgezonden op 2 april 1992.

## Verhaal
Wanneer Brandon en Dylan even naar achteren moeten en Brenda dus alleen is in de Peach Pit, wordt ze overvallen. Ze wordt huilend achtergelaten, maar lijkt er desondanks buitengewoon goed mee om te gaan. Haar ouders zijn een stuk meer bezorgd dan ze zelf is en haar vrienden blijven constant ingaan op de gebeurtenis, terwijl Brenda het achter zich wil laten. Wanneer ze er 's nachts nachtmerries van krijgt, beseft ze  dat ze er traumatische ervaringen aan overhoudt, maar laat dit niet blijken aan iemand anders. Wanneer ze tijdens een tentamen een extreme nachtmerrie krijgt waarin Brandon en Dylan worden doodgeschoten door de overvaller, kan ze het niet meer aan en biecht de waarheid op aan Dylan nadat ze huilend de klas uit rent. Ze besluit een psychiater te raadplegen, die een Posttraumatische stressstoornis constateert.
Ondertussen maakt Andrea zich zorgen om Brenda en wil niets liever dan de dader opsporen. Dylan weet niet goed wat hij voor haar kan doen en voelt zich schuldig dat hij er niet voor haar was, terwijl Kelly de pessimistische sfeer niet aankan.
Brenda's bezoek aan de psychiater verloopt goed en ze durft er eindelijk over te praten en leert het dus te verwerken. Maar wanneer de politie haar vraagt of ze de dader uit een aantal verdachtes wil aanwijzen, wordt ze opnieuw bang en trekt ze zich terug. Haar ouders en vrienden snappen niet dat ze de dader niet achter tralies wil zien, waardoor Brenda kwaad wordt. Ze besluit uiteindelijk toch te gaan en weet de dader aan te wijzen. Ze is verbaasd als ze ontdekt dat het een 17-jarige verslaafde is.
Brenda weet alles te verwerken en durft zonder zorgen terug te gaan naar Peach Pit.

## Rolverdeling
- Jason Priestley - Brandon Walsh
- Shannen Doherty - Brenda Walsh
- Jennie Garth - Kelly Taylor
- Ian Ziering - Steve Sanders
- Gabrielle Carteris - Andrea Zuckerman
- Luke Perry - Dylan McKay
- Brian Austin Green - David Silver
- Tori Spelling - Donna Martin
- Carol Potter - Cindy Walsh
- James Eckhouse - Jim Walsh
- Joe E. Tata - Nat Bussichio
- David Kriegel - Overvaller
- Robert David Hall - Leraar